# Psaume 22 (21)

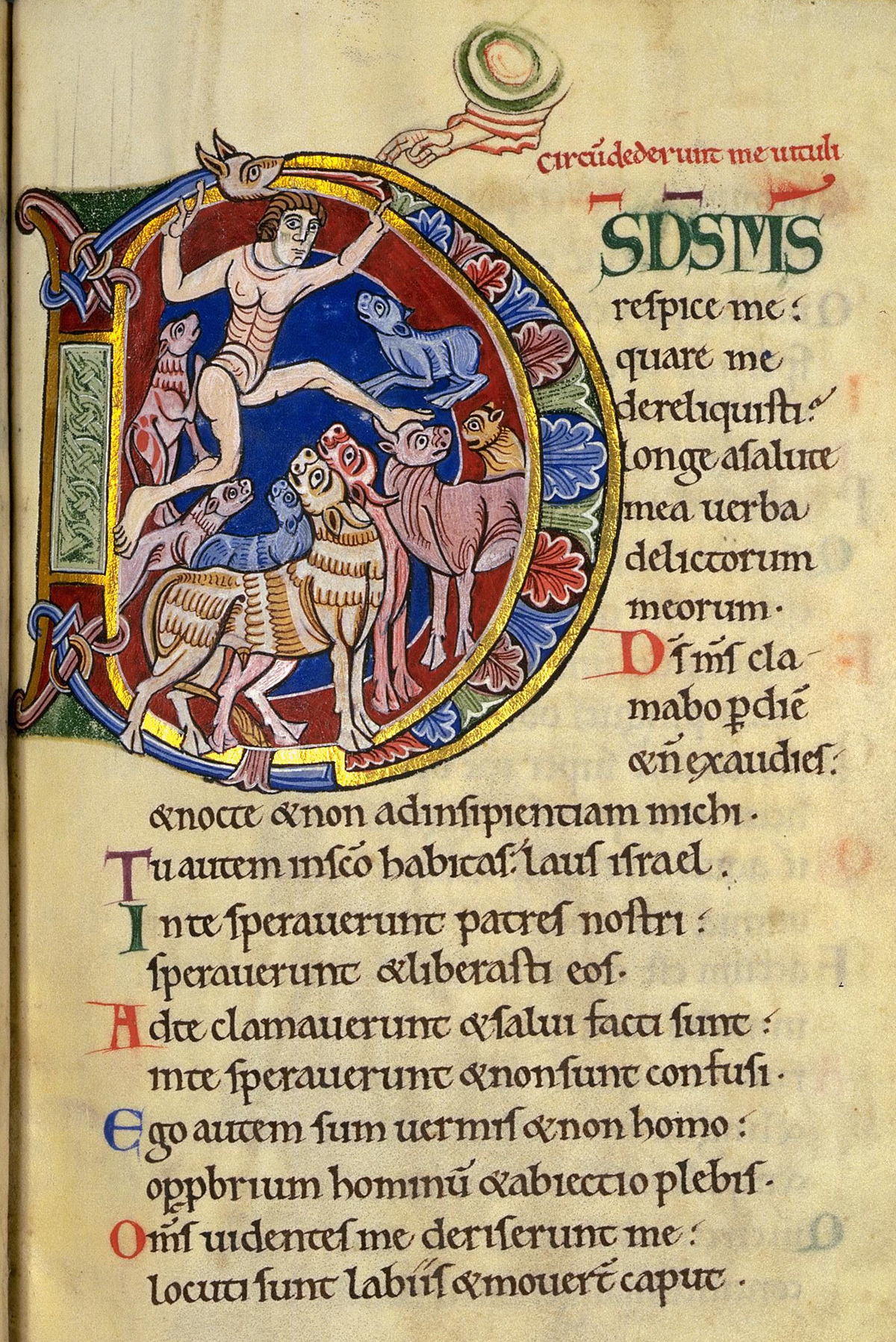
Le psaume 22 dans le psautier de Saint-Alban, dans la traduction latine de la Vulgate. Les premiers mots sont ‘DS DS MS’, abréviation de « Deus, Deus meus », qui signifie « Mon Dieu, mon Dieu ».

Le psaume 22 (21 dans la numérotation grecque) fait partie des Tehilim (Psaumes du Roi David) de la Bible. Il est aussi appelé psaume du serviteur souffrant par les chrétiens. Ce psaume fut écrit à différentes périodes, ses premiers versets datant de la période préexilique, les derniers des alentours du IVe siècle av. J.-C.
D'après les Évangiles synoptiques de Marc et de Matthieu, juste avant de mourir sur la croix, Jésus reprend le début de ce psaume : « Eloï, Eloï, lama sabactani ? », qui signifie en araméen : « Mon Dieu, mon Dieu, pourquoi m'as-tu abandonné ? ».

## Texte
N.B. S’il y a conflit de numérotation des versets entre l’hébreu et le latin, c’est l’original hébreu qui prévaut et la traduction française le suit. Par contre, le latin ne se plie pas à la numérotation affichée. Les numéros de versets s'appliquent au texte latin, mais la traduction est décalée par endroits.
| verset | original hébreu                                                     | traduction française de Louis Segond | Vulgate latine |
| ------ | ------------------------------------------------------------------- | --- | --- |
| 1      | לַמְנַצֵּחַ, עַל-אַיֶּלֶת הַשַּׁחַר; מִזְמוֹר לְדָוִד                                     | [Au chef des chantres. Sur « Biche de l’aurore ». Psaume de David.] | [In finem pro adsumptione matutina psalmus David] |
| 2      | אֵלִי אֵלִי, לָמָה עֲזַבְתָּנִי; רָחוֹק מִישׁוּעָתִי, דִּבְרֵי שַׁאֲגָתִי                       | Mon Dieu ! mon Dieu ! pourquoi m’as-tu abandonné, et t’éloignes-tu sans me secourir, sans écouter mes plaintes ?                                                                  | Deus Deus meus respice me ; quare me dereliquisti longe a salute mea verba delictorum meorum                                                             |
| 3      | אֱלֹהַי--אֶקְרָא יוֹמָם, וְלֹא תַעֲנֶה; וְלַיְלָה, וְלֹא-דֻמִיָּה לִי                       | Mon Dieu ! je crie le jour, et tu ne réponds pas ; la nuit, et je n’ai point de repos.                                                                                            | Deus meus clamabo per diem et non exaudies et nocte et non ad insipientiam mihi                                                                          |
| 4      | וְאַתָּה קָדוֹשׁ-- יוֹשֵׁב, תְּהִלּוֹת יִשְׂרָאֵל                                       | Pourtant tu es le Saint, tu sièges au milieu des louanges d’Israël. | Tu autem in sancto habitas Laus Israhel |
| 5      | בְּךָ, בָּטְחוּ אֲבֹתֵינוּ; בָּטְחוּ, וַתְּפַלְּטֵמוֹ                                      | En toi se confiaient nos pères ; ils se confiaient, et tu les délivrais. | In te speraverunt patres nostri speraverunt et liberasti eos                                                                                             |
| 6      | אֵלֶיךָ זָעֲקוּ וְנִמְלָטוּ; בְּךָ בָטְחוּ וְלֹא-בוֹשׁוּ                                  | Ils criaient à toi, et ils étaient sauvés ; ils se confiaient en toi, et ils n’étaient point confus.                                                                              | Ad te clamaverunt et salvi facti sunt in te speraverunt et non sunt confusi                                                                              |
| 7      | וְאָנֹכִי תוֹלַעַת וְלֹא-אִישׁ; חֶרְפַּת אָדָם, וּבְזוּי עָם                             | Et moi, je suis un ver et non un homme, l’opprobre des hommes et le méprisé du peuple.                                                                                            | Ego autem sum vermis et non homo obprobrium hominum et abiectio plebis                                                                                   |
| 8      | כָּל-רֹאַי, יַלְעִגוּ לִי; יַפְטִירוּ בְשָׂפָה, יָנִיעוּ רֹאשׁ                            | Tous ceux qui me voient se moquent de moi, ils ouvrent la bouche, secouent la tête :                                                                                              | Omnes videntes me deriserunt me locuti sunt labiis moverunt caput                                                                                        |
| 9      | גֹּל אֶל-יְהוָה יְפַלְּטֵהוּ; יַצִּילֵהוּ, כִּי חָפֵץ בּוֹ                                | Recommande-toi à l’Éternel ! L’Éternel le sauvera, il le délivrera, puisqu’il l’aime !                                                                                            | Speravit in Domino eripiat eum salvum faciat eum quoniam vult eum                                                                                        |
| 10     | כִּי-אַתָּה גֹחִי מִבָּטֶן; מַבְטִיחִי, עַל-שְׁדֵי אִמִּי                                 | Oui, tu m’as fait sortir du sein maternel, tu m’as mis en sûreté sur les mamelles de ma mère ;                                                                                    | Quoniam tu es qui extraxisti me de ventre spes mea ab uberibus matris meae                                                                               |
| 11     | עָלֶיךָ, הָשְׁלַכְתִּי מֵרָחֶם; מִבֶּטֶן אִמִּי, אֵלִי אָתָּה                                | Dès le sein maternel j’ai été sous ta garde, dès le ventre de ma mère tu as été mon Dieu.                                                                                         | In te proiectus sum ex utero de ventre matris meae Deus meus es tu                                                                                       |
| 12     | אַל-תִּרְחַק מִמֶּנִּי, כִּי-צָרָה קְרוֹבָה: כִּי-אֵין עוֹזֵר                             | Ne t’éloigne pas de moi quand la détresse est proche, quand personne ne vient à mon secours !                                                                                     | Ne discesseris a me quoniam tribulatio proxima est quoniam non est qui adiuvet                                                                           |
| 13     | סְבָבוּנִי, פָּרִים רַבִּים; אַבִּירֵי בָשָׁן כִּתְּרוּנִי                                 | De nombreux taureaux sont autour de moi, des taureaux de Basan m’environnent. | Circumdederunt me vituli multi tauri pingues obsederunt me                                                                                               |
| 14     | פָּצוּ עָלַי פִּיהֶם; אַרְיֵה, טֹרֵף וְשֹׁאֵג                                        | Ils ouvrent contre moi leur gueule, semblables au lion qui déchire et rugit. | Aperuerunt super me os suum sicut leo rapiens et rugiens                                                                                                 |
| 15     | כַּמַּיִם נִשְׁפַּכְתִּי-- וְהִתְפָּרְדוּ, כָּל-עַצְמוֹתָי:הָיָה לִבִּי, כַּדּוֹנָג; נָמֵס, בְּתוֹךְ מֵעָי      | Je suis comme de l’eau qui s’écoule, et tous mes os se séparent ; mon cœur est comme de la cire, il se fond dans mes entrailles.                                                  | Sicut aqua effusus sum et dispersa sunt universa ossa mea factum est cor meum tamquam cera liquescens in medio ventris mei                               |
| 16     | יָבֵשׁ כַּחֶרֶשׂ, כֹּחִי, וּלְשׁוֹנִי, מֻדְבָּק מַלְקוֹחָי; וְלַעֲפַר-מָוֶת תִּשְׁפְּתֵנִי                | Ma force se dessèche comme l’argile, et ma langue s’attache à mon palais ; tu me réduis à la poussière de la mort.                                                                | Aruit tamquam testa virtus mea et lingua mea adhesit faucibus meis et in limum mortis deduxisti me                                                       |
| 17     | כִּי סְבָבוּנִי, כְּלָבִים: עֲדַת מְרֵעִים, הִקִּיפוּנִי; כָּאֲרִי, יָדַי וְרַגְלָי               | Car des chiens m’environnent, une bande de scélérats rôdent autour de moi, ils ont percé mes mains et mes pieds.                                                                  | Quoniam circumdederunt me canes multi concilium malignantium obsedit me foderunt manus meas et pedes meos                                                |
| 18     | אֲסַפֵּר כָּל-עַצְמוֹתָי; הֵמָּה יַבִּיטוּ, יִרְאוּ-בִי                                  | Je pourrais compter tous mes os. Eux, ils observent, ils me regardent ; | Dinumeraverunt omnia ossa mea ipsi vero consideraverunt et inspexerunt me                                                                                |
| 19     | יְחַלְּקוּ בְגָדַי לָהֶם; וְעַל-לְבוּשִׁי, יַפִּילוּ גוֹרָל                               | Ils se partagent mes vêtements, ils tirent au sort ma tunique. | Diviserunt sibi vestimenta mea et super vestem meam miserunt sortem                                                                                      |
| 20     | וְאַתָּה יְהוָה, אַל-תִּרְחָק; אֱיָלוּתִי, לְעֶזְרָתִי חוּשָׁה                             | Et toi, Éternel, ne t’éloigne pas ! Toi qui es ma force, viens en hâte à mon secours !                                                                                            | Tu autem Domine ne elongaveris auxilium tuum ad defensionem meam conspice                                                                                |
| 21     | הַצִּילָה מֵחֶרֶב נַפְשִׁי; מִיַּד-כֶּלֶב, יְחִידָתִי                                    | Protège mon âme contre le glaive, ma vie contre le pouvoir des chiens ! | Erue a framea animam meam et de manu canis unicam meam                                                                                                   |
| 22     | הוֹשִׁיעֵנִי, מִפִּי אַרְיֵה; וּמִקַּרְנֵי רֵמִים עֲנִיתָנִי                               | Sauve-moi de la gueule du lion, délivre-moi des cornes du buffle ! | Salva me ex ore leonis et a cornibus unicornium humilitatem meam                                                                                         |
| 23     | אֲסַפְּרָה שִׁמְךָ לְאֶחָי; בְּתוֹךְ קָהָל אֲהַלְלֶךָּ                                      | Je publierai ton nom parmi mes frères, je te célébrerai au milieu de l’assemblée.                                                                                                 | Narrabo nomen tuum fratribus meis in media ecclesia laudabo te                                                                                           |
| 24     | יִרְאֵי יְהוָה, הַלְלוּהוּ-- כָּל-זֶרַע יַעֲקֹב כַּבְּדוּהוּ;וְגוּרוּ מִמֶּנּוּ, כָּל-זֶרַע יִשְׂרָאֵל     | Vous qui craignez l’Éternel, louez-le ! Vous tous, postérité de Jacob, glorifiez-le ! Tremblez devant lui, vous tous, postérité d’Israël !                                        | Qui timetis Dominum laudate eum universum semen Iacob magnificate eum                                                                                    |
| 25     | כִּי לֹא-בָזָה וְלֹא שִׁקַּץ, עֱנוּת עָנִי-- וְלֹא-הִסְתִּיר פָּנָיו מִמֶּנּוּ;וּבְשַׁוְּעוֹ אֵלָיו שָׁמֵעַ   | Car il n’a ni mépris ni dédain pour les peines du misérable, et il ne lui cache point sa face ; mais il l’écoute quand il crie à lui.                                             | Timeat eum omne semen Israhel quoniam non sprevit neque dispexit deprecationem pauperis nec avertit faciem suam a me et cum clamarem ad eum exaudivit me |
| 26     | מֵאִתְּךָ, תְּהִלָּתִי: בְּקָהָל רָב--נְדָרַי אֲשַׁלֵּם, נֶגֶד יְרֵאָיו                          | Tu seras dans la grande assemblée l’objet de mes louanges ; j’accomplirai mes vœux en présence de ceux qui te craignent.                                                          | Apud te laus mea in ecclesia magna vota mea reddam in conspectu timentium eum                                                                            |
| 27     | יֹאכְלוּ עֲנָוִים, וְיִשְׂבָּעוּ-- יְהַלְלוּ יְהוָה, דֹּרְשָׁיו;יְחִי לְבַבְכֶם לָעַד               | Les malheureux mangeront et se rassasieront, ceux qui cherchent l’Éternel le célébreront. Que votre cœur vive à toujours !                                                        | Edent pauperes et saturabuntur et laudabunt Dominum qui requirunt eum vivent corda eorum in saeculum saeculi                                             |
| 28     | יִזְכְּרוּ, וְיָשֻׁבוּ אֶל-יְהוָה-- כָּל-אַפְסֵי-אָרֶץ;וְיִשְׁתַּחֲווּ לְפָנֶיךָ, כָּל-מִשְׁפְּחוֹת גּוֹיִם    | Toutes les extrémités de la terre penseront à l’Éternel et se tourneront vers lui ; toutes les familles des nations se prosterneront devant ta face.                              | Reminiscentur et convertentur ad Dominum universi fines terrae et adorabunt in conspectu eius universae familiae gentium                                 |
| 29     | כִּי לַיהוָה, הַמְּלוּכָה; וּמֹשֵׁל, בַּגּוֹיִם                                       | Car à l’Éternel appartient le règne : Il domine sur les nations. | Quoniam Dei est regnum et ipse ; dominabitur gentium |
| 30     | אָכְלוּ וַיִּשְׁתַּחֲווּ, כָּל-דִּשְׁנֵי-אֶרֶץ-- לְפָנָיו יִכְרְעוּ, כָּל-יוֹרְדֵי עָפָר;וְנַפְשׁוֹ, לֹא חִיָּה | Tous les puissants de la terre mangeront et se prosterneront aussi ; devant lui s’inclineront tous ceux qui descendent dans la poussière, ceux qui ne peuvent conserver leur vie. | Manducaverunt et adoraverunt omnes pingues terrae in conspectu eius cadent omnes qui descendunt in terram                                                |
| 31     | זֶרַע יַעַבְדֶנּוּ; יְסֻפַּר לַאדֹנָי לַדּוֹר                                         | La postérité le servira ; on parlera du Seigneur à la génération future. | Et anima mea illi vivet et semen meum serviet ipsi |
| 32     | יָבֹאוּ, וְיַגִּידוּ צִדְקָתוֹ: לְעַם נוֹלָד, כִּי עָשָׂה                                | Quand elle viendra, elle annoncera sa justice, elle annoncera son œuvre au peuple nouveau-né.                                                                                     | Adnuntiabitur Domino generatio ventura et adnuntiabunt iustitiam eius populo qui nascetur quem fecit Dominus                                             |

## Usages liturgiques

### Dans le judaïsme
Le psaume 22 est récité pour le jeûne d'Esther. Le quatrième verset fait partie du paragraphe d’ouverture de Uva Letzion, les versets 26 et 29 se trouvent dans la amidah de Rosh Hashanah, et le verset 29 fait partie de Az yashir.

### Dans le christianisme
Outre le fait, indiqué en introduction de cet article, que deux des évangélistes rapportent que Jésus, au moment de mourir, commence à réciter ce psaume, les chrétiens voient dans plusieurs versets de ce psaume des prophéties relatives aux circonstances de la mort du Christ en croix : « Tous ceux qui me voient se moquent de moi ; ils ouvrent la bouche, secouent la tête. Recommande-toi à l'Éternel. L'Éternel le sauvera, il le délivrera puisqu'il l'aime ! » v.8 et 9 ; « ils ont percé mes mains et mes pieds » v.17 ; « ils se partagent mes vêtements, ils tirent au sort ma tunique » v.19. 
Lorsque Jésus sur la croix invoque ce psaume, il ne faut sans doute pas prendre en compte seulement cette première phrase du Psaume « Mon Dieu, Mon Dieu pourquoi m'as-tu abandonné ? » qui pourrait traduire un doute envers Dieu. Mais plutôt l'invocation complète du psaume qui, attribué à David, est la prière d'un homme désespéré, trahi, en proie au doute mais qui sait que Dieu est toujours avec lui, psaume qui se termine par : « Quand la génération du Seigneur arrivera, elle annoncera sa justice, elle annoncera au peuple nouveau son œuvre ». Jésus, par cette parole en exergue du psaume, entend rappeler dans son râle de mourant non pas un terrible doute envers Dieu mais au contraire l'immense espoir de la résurrection.   

#### Chez les catholiques
Depuis le haut Moyen Âge, ce psaume était traditionnellement exécuté lors de la célébration de vigiles du dimanche,, selon la règle de saint Benoît fixée vers 530, car saint Benoît de Nursie attribua simplement les psaumes 21 (20) à 109 (108) aux offices de vigiles, « tous étant assis avec ordre. »  
Dans la liturgie des Heures actuelle, le psaume 22 est chanté ou récité le vendredi de la troisième semaine à l’office du milieu du jour.
De plus, on en récite ou chante une partie (strophes 8, 9, 17 et 23) à la messe du dimanche des Rameaux, avec le refrain "Mon Dieu, mon Dieu, pourquoi m'as-tu abandonné".

#### Chez les Mythistes
Dans la thèse mythiste, ceux qui doutent de l'existence historique du personnage de Jésus comme Salomon Reinach affirment que le psaume 22 est une appropriation et une imitation de la Torah pour décrire la Passion du Christ.

## Exégèse
Le texte du psaume 22 est généralement considéré comme n'étant pas d'origine homogène. Les versets 1 à 22 ou 23 correspondraient à la version originale, qui daterait de la période préexilique, c'est-à-dire avant la destruction de Jérusalem en 587 av. J.-C. Il n’y a pas d’accord entre les exégètes sur la place du verset 23, qui est tantôt classé dans le psaume originel, tantôt dans l'addition ultérieure. Les versets 23 ou 24 à 32 auraient été ajoutés après le retour d'exil. Il se pourrait que les versets 28 à 32, qui ouvrent une perspective universaliste, aient été ajoutés plus tardivement, à l’époque hellénistique, probablement à la fin du IVe siècle.